# Columbo (sezonul 4)
Sezonul 4 al serialului american de televiziune Columbo este format din 8 episoade, care au fost difuzate de postul NBC în perioada 15 septembrie 1974 – 27 aprilie 1975.

## Istoricul difuzării
Episoadele acestui sezon au fost difuzate inițial duminica, în intervalul 20:30-22:00 (EST⁠(d)), ca parte a emisiunii de televiziune The NBC Sunday Mystery Movie⁠(d).

## Lansare DVD
Episoadele sezonului 4 au fost lansate pe DVD de Universal Home Video⁠(d).

## Episoade
| Numărul în cadrul serialului | Numărul în cadrul sezonului | Titlu                     | Regizor             | Scenarist                                                               | Ucigaș(ă)                               | Victimă / Victime                                                                     | Data difuzării în premieră | Durată  |
| --- | --------------------------- | ------------------------- | ------------------- | ----------------------------------------------------------------------- | --------------------------------------- | ------------------------------------------------------------------------------------- | -------------------------- | ------- |
| 26 | 1                           | „An Exercise in Fatality” | Bernard Kowalski    | Poveste de: Larry Cohen⁠(d); Scenariu de: Peter S. Fischer               | Robert Conrad în rolul Milo Janus       | Philip Bruns⁠(d) în rolul Gene Stafford                                                | 15 septembrie 1974         | 94 min  |
| Renumitul instructor sportiv Milo Janus (Robert Conrad) a înființat o rețea populară de săli de sport și, pentru a-și extinde activitatea, a vândut unor parteneri de afaceri dreptul de a deschide alte săli de sport în franciză. Farmecul lui personal nu este suficient pentru a calma furia proprietarului unei francize, Gene Stafford (Philip Bruns⁠(d)), care descoperă că Janus a supraevaluat valoarea echipamentelor și produselor vândute către partenerii săi de afaceri, a majorat astfel cheltuielile companiilor partenere și a transferat profiturile obținute fraudulos de el în conturi bancare offshore. Stafford îl amenință că va informa autoritățile fiscale cu privire la operațiunile contabile frauduloase ale lui Janus și că va declanșa, împreună cu celelalte victime ale instructorului, un proces colectiv împotriva lui. În aceeași seară, Janus îl ucide prin sugrumare pe Stafford în propria lui sală de sport, apoi îl îmbracă în echipament sportiv și înscenează un accident de antrenament, așezându-i pe gât o halteră grea, care ar fi căzut și i-ar fi zdrobit traheea. El încearcă apoi, cu ajutorul dezinteresat al secretarei sale, Jessica Conroy (Gretchen Corbett⁠(d)), să-și creeze un alibi perfect, organizând în casa lui o proiecție de film pentru câțiva prieteni, în cursul căreia primește un apel telefonic fals de la Stafford. Cu toate acestea, locotenentul Columbo descoperă urme de încăierare în sala de sport, iar unele mici amănunte (alimentația plină de grăsimi a victimei, greutatea halterei, o pată de cafea pe covor, unele ciudățenii cu privire la apelul telefonic) îl fac să înțeleagă că moartea lui Stafford este, de fapt, un caz de crimă. Indiciu/întorsătură finală: Observând cu atenție modul în care au fost legate șireturile de la încălțămintea sport a victimei, Columbo deduce că Stafford nu și-a legat el însuși șireturile. Detectivul concluzionează că ucigașul trebuie să-l fi încălțat pe Stafford cu pantofii sport, după ce l-a îmbrăcat în trening, iar singura persoană care știa că Stafford purta echipament sportiv înaintea descoperirii cadavrului era, potrivit mărturiei proprii, Milo Janus. Collin Wilcox⁠(d) o interpretează pe Ruth Stafford, soția înstrăinată a victimei, care nu are încredere în Janus, iar Pat Harrington, Jr.⁠(d) joacă rolul unui asociat de afaceri apropiat al instructorului. |                             |                           |                     |                                                                         |                                         |                                                                                       |                            |         |
| 27 | 2                           | „Negative Reaction”       | Alf Kjellin         | Peter S. Fischer                                                        | Dick Van Dyke în rolul Paul Galesko     | Antoinette Bower⁠(d) în rolul Frances Galesko și Don Gordon⁠(d) în rolul Alvin Deschler | 14 octombrie 1974          | 96 min. |
| Celebrul fotograf profesionist Paul Galesko (Dick Van Dyke), câștigător a două premii Pulitzer, își urăște soția dominatoare și morocănoasă, Frances (Antoinette Bower⁠(d)), și hotărăște să o omoare după mai mulți ani de căsătorie. În acest scop, el înscenează răpirea propriei soții, pregătind o scrisoare anonimă cu litere tăiate din ziar, și îl angajează pe deținutul recent eliberat Alvin Deschler (Don Gordon⁠(d)) pentru a închiria o fermă nelocuită din afara orașului. Odată pregătirile încheiate, Galesko își convinge soția să-l însoțească la acea fermă și, după ce ajung acolo, o leagă de un scaun, o fotografiază și apoi o împușcă. Se asigură ca în fotografie să se afle un ceas, care indică o oră greșită, pentru a-și asigura astfel un alibi. În aceeași seară Galesko și Deschler se întâlnesc la un cimitir de mașini uzate. După ce îl împușcă pe Deschler cu un revolver, fotograful se împușcă singur în picior cu pistolul folosit la prima crimă, apoi pune pistolul în mâna lui Deschler, astfel încât să pară că l-a ucis pe „răpitorul” soției sale într-un act de legitimă apărare. Locotenentul Columbo trebuie să demonstreze vinovăția fotografului înainte ca acesta din urmă să plece în Filipine. Indiciu/întorsătură finală: Detectivul înscenează o acuzație falsă folosind o versiune inversată a fotografiei făcută în momentul răpirii pe care Galesko o folosise pentru a-și crea un alibi. Negativul inversat arată o oră diferită pe ceasul din fotografie, o oră la care Galesko nu are alibi. Fotograful își pierde cumpătul, îl învinuiește pe Columbo că încearcă să-l acuze cu dovezi false și se înfurie atunci când locotenentul îi spune că fotografia originală a fost distrusă accidental. El ia atunci un aparat de fotografiat de pe un raft unde mai sunt alte douăsprezece aparate și îi arată lui Columbo că negativul fotografiei se mai află încă în interiorul lui. Galesko spune că negativul dovedește ora exactă din fotografia originală și astfel se incriminează singur din moment ce nu avea de unde să știe ce aparat fusese folosit cu ocazia răpirii sau că negativul încă mai era în spatele acelui aparat. Decorul exterior al camerei de motel a lui Deschler este decorul filmului Psycho. Actrița JoAnna Cameron⁠(d) joacă rolul asistentei lui Galesko, cu care acesta plănuiește o călătorie romantică în Filipine. Michael Strong⁠(d), Larry Storch⁠(d), Vito Scotti și John Ashton⁠(d) apar în acest episod în rolurile sergentului Hoffman, examinatorului Weekly și respectiv bețivului Dolan, iar Joyce Van Patten⁠(d) interpretează o călugăriță care conduce un adăpost pentru oamenii străzii și care-l confundă pe Columbo cu un om al străzii, venit să primească mâncare și haine mai noi. |                             |                           |                     |                                                                         |                                         |                                                                                       |                            |         |
| 28 | 3                           | „By Dawn's Early Light”   | Harvey Hart         | Howard Berk⁠(d)                                                          | Patrick McGoohan în rolul Lyle Rumford  | Tom Simcox⁠(d) în rolul William Haynes                                                 | 27 octombrie 1974          | 99 min. |
| Colonelul Lyle C. Rumford (Patrick McGoohan), un ofițer de școală veche, rigid și calculat, conduce cu o mână de fier Academia Militară Haynes. Numărul înscrierilor scade însă constant de la un an la altul, iar, din acest motiv, președintele Consiliului de Administrație, William Haynes (Tom Simcox⁠(d)), îl anunță pe Rumford, cu care are o relație conflictuală, că în anul următor va transforma școala militară pentru băieți într-un colegiu mixt. Această schimbare îl revoltă pe colonel, care decide să-l elimine pe Haynes. În ajunul sărbătoririi Zilei Fondatorului, Rumford înfundă tunul ceremonial al școlii cu o cârpă de curățat, apoi modifică compoziția obuzului, astfel încât tunul să explodeze atunci când Haynes va trage salva de onoare. Declanșarea tunului provoacă o explozie puternică, iar Haynes este ucis. Moartea lui Haynes este considerată inițial un accident, dar lt. Columbo găsește la fața locului o bucată de cârpă arsă, ceea ce indică un sabotaj al tunului. Situația se complică, iar detectivul decide să rămână la academie până la finalizarea cazului. Rumford îl acuză de neglijență pe cadetul Roy Springer, care era responsabil cu curățarea tunului, dar expertiza balistică detectează urme de gelignit⁠(d), un exploziv foarte puternic, ceea ce face ca accidentul să fie catalogat drept crimă. Confruntat cu suspiciunea detectivului, colonelul afirmă că s-a culcat la ora 22:00 și că a dormit până la 6:30, în dimineața exploziei, neputând deci să saboteze tunul fără a fi văzut de cineva. Indiciu/întorsătură finală: Rumford, un ofițer cu un fanatic simț al datoriei, este hotărât să găsească o sticlă de cidru aflată în dormitorul cadeților și ordonă mai multe inspecții inopinate. Sticla este găsită întâmplător de Columbo, care o ascunde în camera lui și, după ce câștigă încrederea cadeților, află de la ei când a fost făcut cidrul și unde a fost ascuns până atunci. Odată ce află aceste informații, detectivul îl întreabă pe Rumford dacă văzuse anterior sticla de cidru, iar colonelul confirmă. Columbo îi spune atunci că ar fi putut să vadă cidrul abia în dimineața crimei (cidrul fusese preparat în seara anterioară și fusese agățat la fereastra unei camere pentru a fermenta doar pe tot parcursul nopții și, ca atare, era vizibil doar în preajma răsăritului soarelui) și numai dacă se afla în spatele tunului (fereastra acelei camere era vizibilă doar de acolo din cauza prezenței unor arbori). Astfel, conform mărturiilor cadeților și a determinării poziției de unde putea fi văzută acea fereastră, colonelul Rumford nu dormea în zorii acelei zile, așa cum pretindea el, ci se afla în apropierea tunului. Cu acest episod, McGoohan a câștigat primul dintre cele două premii Emmy pentru cel mai bun actor invitat într-un serial dramatic. Cel de-al doilea premiu l-a obținut pentru episodul Agenda for Murder. Tatăl și fiul Bruce Kirby și Bruno Kirby⁠(d) joacă amândoi în acest episod în rolul unui sergent de poliție (primul) și, respectiv, al cadetului Morgan (al doilea). Bruce Kirby apare în mai multe episoade ale serialului Columbo. Madeleine Sherwood⁠(d) interpretează aici rolul secretarei eficiente a lui Rumford. Filmările în aer liber au avut loc la Colegiul Militar The Citadel⁠(d) din orașul Charleston (statul Carolina de Sud). |                             |                           |                     |                                                                         |                                         |                                                                                       |                            |         |
| 29 | 4                           | „Troubled Waters”         | Ben Gazzara         | Poveste de: Jackson Gillis⁠(d); Poveste și scenariu de: William Driskill | Robert Vaughn în rolul Hayden Danzinger | Poupée Bocar în rolul Rosanna Wells                                                   | 9 februarie 1975           | 99 min. |
| În timpul unei croaziere pe un pachebot către orașul Mazatlán (Mexic), dealerul de mașini Hayden Danziger (Robert Vaughn) se confruntă cu o fostă amantă, cântăreața de muzică lounge⁠(d) Rosanna Wells (Poupée Bocar), care se afla acolo într-un turneu cu orchestra. Cântăreața îl amenință că îi va dezvălui totul soției lui Danziger, Sylvia (Jane Greer), o femeie bogată și conservatoare, în caz că nu va primi o mare sumă de bani. Danziger plănuiește să o ucidă pe amanta sa lacomă și, pentru a-și asigura un alibi, inhalează niște nitrit de amil pentru a simula un infarct în piscină, astfel încât să fie internat la infirmerie. Într-un moment de neatenție, el se strecoară din patul de spital, îmbracă o uniformă de steward, pătrunde cu o dublură de cheie în cabina Rosannei, așteptând pauza spectacolului. Atunci când Rosanna se întoarce în cabină, Danziger o împușcă din spate, folosind o pernă ca amortizor, apoi plasează dovezi care îl incriminează pe pianistul Lloyd Harrington (Dean Stockwell) – care avusese mai demult o relație cu cântăreața –, abandonează pistolul într-un coș de rufe și se întoarce la infirmerie înainte ca personalul medical să-i observe lipsa. Crima este descoperită curând, iar căpitanul navei (Patrick Macnee) solicită ajutorul locotenentului Columbo, care se afla în croazieră împreună cu soția sa. Detectivul își dă seama că ucigașul era cineva care cunoștea programul navei și, după ce găsește o pană pe podeaua infirmeriei, începe să-l bănuiască pe Danziger, care mai fusese anterior în croazieră. Creșterea bruscă a pulsului bolnavului în perioada apropiată crimei pare să-i confirme bănuiala. Indiciu/întorsătură finală: Columbo îl convinge pe Danziger că poate dovedi vinovăția lui Harrington doar dacă găsește mănușile folosite la săvârșirea crimei, care ar conține reziduuri de praf de pușcă pe ele. Prin urmare, Danziger fură o pereche de mănuși chirurgicale de la infirmerie și trage un foc în sala motoarelor cu un pistol din recuzita iluzionistului. Mănușile sunt lăsate apoi de Danziger într-un loc în care să fi găsite ușor de echipajul navei. Cu toate acestea, atunci când i se aduc mănușile pentru a fi examinate, Columbo nu mai este interesat de prezența reziduurilor de praf de pușcă, ci de amprentele din interior, care se dovedesc a-i aparține lui Danziger. Confruntat cu această dovadă, ucigașul își mărturisește fapta. Filmările acestui episod au fost realizate pe nava de croazieră Sun Princess⁠(d). „Troubled Waters” este unul dintre cele trei episoade al serialului a cărui acțiune nu se petrece pe teritoriul Statele Unite ale Americii: „Dagger of the Mind” (sezonul 2) avea loc în Anglia, „Troubled Waters” în apele Oceanului Pacific și „A Matter of Honor” (sezonul 5) în Mexic. Printre actorii care apar în acest episod se numără Bernard Fox și Robert Douglas⁠(d), care interpretează rolurile secundului Preston Watkins și al dr. Frank Pierce. Doi actori apăruseră anterior în câte un episod din sezonul 2 al serialului: Dean Stockwell jucase rolul victimei Eric Wagner în „The Most Crucial Game”, iar Bernard Fox îl interpretase pe superintendentul William Durk în „Dagger of the Mind”. |                             |                           |                     |                                                                         |                                         |                                                                                       |                            |         |
| 30 | 5                           | „Playback”                | Bernard L. Kowalski | David P. Lewis⁠(d) & Booker T. Bradshaw⁠(d)                               | Oskar Werner în rolul Harold van Wick   | Martha Scott⁠(d) în rolul Margaret Midas                                               | 2 martie 1975              | 75 min. |
| Harold Van Wick (Oskar Werner), președintele autoritar al companiei Midas Electronics, a împânzit casa familiei cu dispozitive automatizate și cu aparatură de televiziune cu circuit închis. Compania înregistrează pierderi, așa că proprietara sa, Margaret Midas (Martha Scott⁠(d)), soacra lui Van Wick, dă vina pentru scăderea abruptă a profiturilor pe fascinația costisitoare pentru gadgeturi a ginerelui ei și îi cere să demisioneze până în dimineața zilei următoare, amenințându-l că în caz contrar va divulga aventurile lui amoroase fiicei ei, Elizabeth (Gena Rowlands). Van Wick, care era conștient de ceea ce urma să i se întâmple, pusese însă deja la cale un plan pentru a-și ucide soacra. Astfel, el forțase anterior o fereastră și plantase urme de pași în exteriorul ei pentru a face ca viitoarea crimă să pară acțiunea unui intrus surprins la furat. În aceeași seară, în timp ce soția lui se afla în dormitorul de la etajul casei, Harold se plasează într-un colț ascuns al salonului și o împușcă pe Margaret atunci aceasta intră în raza de acțiune a aparaturii de supraveghere, apoi pune o casetă video cu camera goală care să fie vizionată pe monitorul paznicului până când un cronometru urma să declanșeze difuzarea casetei cu împușcătura. În acest timp, el se deplasează la vernisajul unei expoziții de artă pentru a-și crea astfel un alibi. Crima este descoperită de paznic, care anunță poliția. Ajuns la fața locului, locotenentul Columbo este intrigat de lipsa urmelor de pași în interiorul casei și de un zgomot pe care soția cu handicap motor al lui Van Wyck pretindea că l-ar fi auzit anterior momentului presupus al crimei. Indiciu/întorsătură finală: În timp ce urmărește cu atenție înregistrarea video de pe monitorul de supraveghere, atât înainte, cât și după crimă, Columbo observă că invitația la expoziție a lui Van Wick se afla pe birou în momentul comiterii crimei. Van Wick prezentase însă invitația atunci când ajunsese la galeria de artă pentru a-și crea un alibi. Prin urmare, crima avusese loc înainte de plecarea lui de acasă, anterior momentului în care paznicul a văzut-o pe monitorul de supraveghere, și, mai mult, Van Wick ar fi trebuit să treacă chiar peste cadavru pentru a-și lua invitația cu care s-a prezentat la expoziție. Actorul Robert Brown⁠(d) îl interpretează pe Arthur Midas, fiul lui Margaret și fratele lui Elizabeth. Patricia Barry⁠(d) joacă rolul proprietarei galeriei de artă care i-a oferit un alibi aparent lui Van Wick, iar Trisha Noble⁠(d) pe cel al asistentei sexy, care ar fi putut avea o aventură cu Van Wick. |                             |                           |                     |                                                                         |                                         |                                                                                       |                            |         |
| 31 | 6                           | „A Deadly State of Mind”  | Harvey Hart         | Peter S. Fischer                                                        | George Hamilton în rolul Mark Collier   | Stephen Elliott⁠(d) în rolul Carl Donner și Lesley Ann Warren⁠(d) în rolul Nadia Donner | 27 aprilie 1975            | 75 min. |
| Medicul psihiatru Mark Collier (George Hamilton), un reputat psihanalist și cercetător în analiza comportamentului, are de câteva luni o relație de dragoste cu o pacientă, Nadia Donner (Lesley Ann Warren⁠(d)), soția casnică a unui bogătaș. Într-o zi, Nadia îl invită pe Mark să-și petreacă weekendul împreună la casa de pe plajă a familiei Donner. Collier ajunge la casa de pe plajă și este surprins neplăcut de prezența acolo a soțului Nadiei, Carl (Stephen Elliott⁠(d)). Cei doi bărbați au o confruntare violentă din cauza relației lipsite de etică a medicului cu pacienta sa și a folosirii unor medicamente cu efect sugestionabil, iar Donner amenință că-i va distruge reputația lui Collier. Medicul își păstrează cumpătul și încearcă să plece împreună cu Nadia, dar Carl îl atacă prin surprindere. Are loc o încăierare, care se termină cu lovirea lui Carl de către Collier cu un vătrai din șemineu. După ce o convinge pe Nadia să explice poliției că uciderea lui Carl a avut loc în urma pătrunderii în casă a unor intruși mascați, Collier pleacă și este cât pe ce să lovească cu mașina un bărbat orb care trecea cu câinele său pe lângă casa de pe plajă. Ajuns la locul crimei, Columbo descoperă câteva nepotriviri în versiunea Nadiei, precum neobservarea luminilor de la farurile mașinii spărgătorilor. Atunci când detectivul îi spune lui Collier că povestea Nadiei nu este credibilă, psihiatrul o hipnotizează în secret să se sinucidă, transmițându-i o comandă posthipnotică ce o determină să se arunce de la balconul apartamentului ei (aflat la etajul cinci) în piscina de dedesubt. Indiciu/întorsătură finală: Columbo pretinde că are un martor ocular al primei crime și îl aduce pe Collier în casa de pe plajă. Psihiatrul se confruntă acolo cu martorul ocular, un bărbat care poartă ochelari de soare întunecați, care arată exact ca orbul pe care Collier fusese cât pe ce să-l lovească cu mașina la scurt timp după crimă. Bărbatul se așează pe canapea, îi întinde lui Columbo un chibrit pentru a-și aprinde trabucul și apoi îl identifică pe Collier drept șoferul pe care îl văzuse în preajma momentului crimei. Collier, la fel de încrezător ca întotdeauna, spune că nu poate fi păcălit deoarece acel om este orb și, prin urmare, nu poate fi martor la nimic și îl provoacă pe bărbat să citească un text dintr-o revistă pe care i-o înmânează și este uimit să constate că bărbatul poate citi acel text. În acest moment, Columbo dezvăluie că acel bărbat este fratele orbului întâlnit atunci pe alee și că psihiatrul s-a autoincriminat, identificând martorul și confirmând prezența lui la locul crimei în acea zi. Prin urmare, martorul prezenței medicului în momentul crimei la casa de pe plajă nu este bărbatul orb, ci chiar medicul. |                             |                           |                     |                                                                         |                                         |                                                                                       |                            |         |